# Lindsey McKeon
Lindsey McKeon (Summit (New Jersey), 11 maart 1982) is een Amerikaans actrice.
McKeon begon haar carrière als actrice in de televisieserie Saved by the Bell: The New Class. Ze was hierin te zien van 1996 tot en met 2000. Ze kreeg daarna de terugkerende rol van Stella in Opposite Sex. Toen dit voorbij was, kreeg ze in 2001 een rol in de soap Guiding Light. Ze stapte uit de serie in 2004. In 2005 speelde ze de zus van Haley James in One Tree Hill.
McKeon had gastrollen in enkele bekende televisieseries, waaronder Boy Meets World, 3rd Rock from the Sun, Grounded for Life, CSI: Miami, Supernatural en Veronica Mars.
- Bibliothèque nationale de France: cb162221653 (data)
- International Standard Name Identifier: 0000 0001 0191 0338
- Système universitaire de documentation: 162353847
- Virtual International Authority File: 151840315